# Boko (Dargo)
Pour les articles homonymes, voir Boko.
Boko est une localité située dans le département de Dargo de la province du Namentenga dans la région Centre-Nord au Burkina Faso. 

## Géographie
Boko se trouve à 12 km à l'ouest de Dargo, le chef-lieu du département, et à environ 20 km à l'est de Boulsa. Le village est traversé par la route régionale 2 qui relie ces deux localités.

## Éducation et santé
Depuis 2015, Boko possède un centre de santé et de promotion sociale (CSPS) tandis que le centre médical avec antenne chirurgicale (CMA) de la province se trouve à Boulsa.